# Ziekenhuis aan de Stroom
Het Ziekenhuis aan de Stroom of ZAS is een ziekenhuis in en rond de Belgische stad Antwerpen. Op 3 juli 2024 fuseerden GZA Ziekenhuizen en Ziekenhuis Netwerk Antwerpen tot ZAS. Met meer dan 3.300 bedden en 10.000 medewerkers, waarvan 1.000 artsen, is het ziekenhuis het grootste  in België en een van de vijf grootste in Europa.

## Geschiedenis
GZA Ziekenhuizen heeft zijn oorsprong in de katholieke gasthuiszusters. De afkorting GZA staat dan ook voor "Gasthuiszusters Antwerpen". Eerder ging de zorggroep al over tot meerdere fusies. In 2009 vond de laatste samensmelting plaats onder de vorm van GZA vzw. De drie dan nog bestaande ziekenhuizen werden vanaf dan onder de noemer GZA Ziekenhuizen verenigd als een enkel ziekenhuis met drie campussen.
Ziekenhuis Netwerk Antwerp werd in 2004 opgericht en groeide verder uit tot verscheidene OCMW-ziekenhuizen. Omdat de ziekenhuizen verliesgevend waren met een schuld van 38 miljoen euro, werd begin 2003 besloten de ziekenhuizen te verzelfstandigen. In 2009 was het ziekenhuis schuldenvrij en kon het winst maken.
Beide ziekenhuizen werken al langer samen. In 2016 gingen GZA en ZNA een "structurele en duurzame samenwerking" aan. Zo delen de twee ziekenhuizen een laboratorium voor pathologische anatomie, hebben ze zich tezamen ingekocht in een nieuw elektronisch patiëntendossier (HiX) en werken verschillende diensten nu al samen. Het is de bedoeling dat die samenwerking intensiever zal worden en/of dat bepaalde diensten zullen samensmelten.
Op 1 januari 2024 had de fusie moeten ingaan. De fusiedatum is echter opgeschoven naar 1 april 2024, er diende gewacht te worden op goedkeuring door de Belgische Mededingingsautoriteit (BMA). Een tweede uitstel kwam er in februari 2024: de datum van ingang werd opgeschoven naar 1 juli 2024 vanwege geen akkoord tussen artsen en de groep inzake financiële vergoedingen. Pas op 27 juni werd er een gedragen akkoord met de artsen van ZNA bereikt, waar die van GZA al eerder akkoord gingen. Op 1 juli 2024 gaf de BMA groen licht voor de fusie en kon op 3 juli 2024 de fusiegroep starten.
In juni 2022 (GZA) en september 2022 (ZNA) ging al een gezamenlijk online portaal voor patiënten van start: Mijn ZAS.

## Campussen
Op 3 juli 2024 zijn de actieve campussen de volgende:
| Ziekenhuis                      | Locatie    | Type                            | Groep | Opening | Geplande sluiting                |
| ------------------------------- | ---------- | ------------------------------- | ----- | ------- | -------------------------------- |
| ZAS Augustinus                  | Wilrijk    | Algemeen ziekenhuis             | GZA   | 1938    |                                  |
| ZAS Augustinus                  | Wilrijk    | Spoedgeneeskunde                | GZA   | 1938    |                                  |
| ZAS Cadix                       | Antwerpen  | Algemeen ziekenhuis             | ZNA   | 2023    |                                  |
| ZAS Cadix                       | Antwerpen  | Brandwondencentrum              | ZNA   | 2023    |                                  |
| ZAS Cadix                       | Antwerpen  | Psychiatrie                     | ZNA   | 2023    |                                  |
| ZAS Cadix                       | Antwerpen  | Spoedgeneeskunde                | ZNA   | 2023    |                                  |
| ZAS Elisabeth                   | Antwerpen  | Geriatrie                       | ZNA   | 1204    | 2027                             |
| ZAS Elisabeth                   | Antwerpen  | Revalidatie                     | ZNA   | 1204    | 2027                             |
| ZAS Erasmus                     | Borgerhout | Algemeen ziekenhuis             | ZNA   | 1970    | 2025 (m.u.v. palliatieve zorgen) |
| ZAS Erasmus                     | Borgerhout | Palliatieve zorgen              | ZNA   | 1970    | 2025 (m.u.v. palliatieve zorgen) |
| ZAS Erasmus                     | Borgerhout | Psychiatrie                     | ZNA   | 1970    | 2025 (m.u.v. palliatieve zorgen) |
| ZAS Hoge Beuken                 | Hoboken    | Geriatrie                       | ZNA   | n.n.b.  |                                  |
| ZAS Hoge Beuken                 | Hoboken    | Revalidatie                     | ZNA   | n.n.b.  |                                  |
| ZAS Medisch Centrum Kaai 142    | Antwerpen  | Medische hulpdienst haven       | ZNA   | n.n.b.  |                                  |
| ZAS Middelheim                  | Antwerpen  | Algemeen ziekenhuis             | ZNA   | 1970    |                                  |
| ZAS Middelheim                  | Antwerpen  | Spoedgeneeskunde                | ZNA   | 1970    |                                  |
| ZAS Palfijn                     | Merksem    | Algemeen ziekenhuis             | ZNA   | 1979    |                                  |
| ZAS Palfijn                     | Merksem    | Spoedgeneeskunde                | ZNA   | 1979    |                                  |
| ZAS Paola                       | Antwerpen  | Kinderziekenhuis                | ZNA   | 1998    |                                  |
| ZAS Polikliniek Hof ter Schelde | Antwerpen  | Polikliniek                     | GZA   | 2017    |                                  |
| ZAS Polikliniek Regatta         | Antwerpen  | Dokterspraktijk                 | ZNA   | 2013    |                                  |
| ZAS PVT Antwerpen               | Antwerpen  | Psychiatrisch Verzorgingstehuis | ZNA   | 2016    |                                  |
| ZAS PZ Stuivenberg              | Antwerpen  | Psychiatrie                     | ZNA   | 1985    |                                  |
| ZAS Sint-Jozef                  | Mortsel    | Algemeen ziekenhuis             | GZA   | 1981    |                                  |
| ZAS Sint-Jozef                  | Mortsel    | Huisartsenpost                  | GZA   | 1981    |                                  |
| ZAS UKJA                        | Antwerpen  | Kinderpsychiatrie               | ZNA   | 1998    |                                  |
| ZAS Vincentius                  | Antwerpen  | Algemeen ziekenhuis             | GZA   | 1995    |                                  |
| ZAS Vincentius                  | Antwerpen  | Huisartsenpost                  | GZA   | 1995    |                                  |
| ZAS Vincentius                  | Antwerpen  | Spoedgeneeskunde,               | GZA   | 1995    |                                  |
| ZAS Vincentius                  | Antwerpen  | Psychiatrie                     | GZA   | 1995    |                                  |

Op 18 september 2023 werd het Cadixziekenhuis geopend en nam alle activiteiten van Stuivenberg over, op uitzondering van het psychiatrisch ziekenhuis. De site krijgt een nieuwe bestemming. Sint-Erasmus sluit zijn deuren in 2024 en verhuist tevens naar Cadix, maar brengt ook een paar activiteiten onder in Sint-Elisabeth. Dat ziekenhuis sluit de deuren ten laatste in 2027.
| Ziekenhuis       | Locatie   | Type                | Groep | Start  | Einde | Reden                                                                                  |
| ---------------- | --------- | ------------------- | ----- | ------ | ----- | -------------------------------------------------------------------------------------- |
| Stuivenberg      | Antwerpen | Algemeen ziekenhuis | ZNA   | 1884   | 2023  | Sluiting van de campus (uitgezonderd psychiatrie) Activiteiten verhuisd naar ZAS Cadix |
| Stuivenberg      | Antwerpen | Brandwondencentrum  | ZNA   | 1884   | 2023  | Sluiting van de campus (uitgezonderd psychiatrie) Activiteiten verhuisd naar ZAS Cadix |
| Stuivenberg      | Antwerpen | Psychiatrie         | ZNA   | 1884   | 2023  | Sluiting van de campus (uitgezonderd psychiatrie) Activiteiten verhuisd naar ZAS Cadix |
| Stuivenberg      | Antwerpen | Spoedgeneeskunde    | ZNA   | 1884   | 2023  | Sluiting van de campus (uitgezonderd psychiatrie) Activiteiten verhuisd naar ZAS Cadix |
| Heilig Hart      | Asse      | Algemeen ziekenhuis | GZA   | n.n.b. | 1997  | Gefusioneerd tot OLV Ziekenhuis                                                        |
| Heilig Hart      | Asse      | Psychiatrie         | GZA   | n.n.b. | 1997  | Gefusioneerd tot OLV Ziekenhuis                                                        |
| Heilig Hart      | Asse      | Spoedgeneeskunde    | GZA   | n.n.b. | 1997  | Gefusioneerd tot OLV Ziekenhuis                                                        |
| Nieuw Ziekenhuis | Ninove    | Algemeen ziekenhuis | GZA   | n.n.b. | 1997  | Gefusioneerd tot OLV Ziekenhuis                                                        |